# Митохондриална Ева
Митохондриалната Ева (също мт-Ева, mt-MRCA) е идея в човешката генетика за матрилинеен най-скорошен общ прародител (на английски език MRCA) на всички живи хора в света, тоест най-скорошната жена, от която произлизат всички живи хора по непрекъсната линия чрез своите майки, чрез майките на своите майки чак до далечното минало, където всички линии се събират в една, която води до една-единствена жена.
В смисъла на митохондриалните хаплогрупи тази обща прародителка се ситуира при разделянето на макро-хаплогрупа L на Хаплогрупа L0 и Хаплогрупа L1–6. Към 2013 г. оценките показват, че това разделяне се е случило приблизително преди 150 000 години
съответстващо на по-късна дата от спецификацията на Хомо сапиенс но по-рано миграцията от Африка.
Мъжкият аналог на „Митохондриалната Ева“ е „Y-хромозомния Адам“ (или Y-MRCA) индивид, от който произлизат всички живи хора по мъжка линия (патрилинейна) линия. Тъй като идентичността на матрилинейния и патрилинейния общ предшественик е зависима от генеалогичната история не е нужно да са живели по едно и също време. Към 2013 г. изчисляването на възрастта на Y-хромозомния Адам е доста несигурно, като според изследванията варира от 180 000 до 580 000 години (с приблизителна възраст между 120 000 и 156 000 години, приблизително в съответствие с оценката за mt-MRCA.).
Името „Митохондриална Ева“ е алюзия към библейската Ева. Това води до многократни погрешни представяния или погрешни схващания в журналистическите статии по темата. Презентацията на популярната наука по темата обикновено посочват такива погрешни схващания като наблягат на факта, че позицията на митохондриалната Ева не е фиксирана във времето (тъй като позицията на mt-MRCA се премества напред във времето тъй като линиите на митохондриалната ДНК изчезват), нито я наричат „първата жена“, нито единствената жива жена на своето време, нито първия член на „нов вид“.

## Първи проучвания
В края на 70-те и началото на 80-те години са правени първите проучвания чрез метода на молекулярния часовник.
Алън Уилсън, Марк Стоункинг, Ребека Кан и Уесли Браун откриват, че мутация в човешката мтДНК е неочаквано бърза с 0,02 замени на база (1%) милион години, което се оказва 5 – 10 пъти по-бързо отколкото това става при ядрената ДНК.
Това позволява да се анализират еволюционните отношения между горилите, Шимпанзетата (обикновено шимпанзе и бонобо) и хората.
С данни от 21 души през 1980 г. Браун публикува първата оценка на mt-MRCA, която оценява на възраст 180 000 години.
Статистическият анализ, публикуван през 1982 г. е взет като доказателство за африканския произход (хипотеза, която по това време се състезава с хипотезата за азиатския произход на Хомо сапиенс).